# Merník
Merník je obec na Slovensku v okrese Vranov nad Topľou. Žije zde 614 obyvatel.

## Poloha
Obec leží v údolí potoka Čičava, který ústí do řeky Topľa, v Pozdišovské pahorkatině geomorfologického celku Beskydského předhůří. Zvlněný povrch území je odlesněný, ploché hřbety a mírné svahy jsou tvořeny souvrstvími centrálněkarpatského flyše, v jižní části se nachází neogenní usazeniny jako slepence, ryolitické tufy a tufity s ložisky rtuti, která se zde těžila. Sousedními obcemi jsou Komárany na jihu, Michalok na severu, Jastrabie nad Topľou na jihozápadě, Kvakovce na severovýchodě, Vyšný Kazimír na jihovýchodě, Vyšný Žipov na severozápadě, Slovenská Kajňa na severovýchodě a Čičava na jihu.

## Historie
První písemná zmínka o obci pochází z roku 1363, kde je uváděná jako Mernykfalua a později jako Mernik, maďarsky Merészpatak. Vesnice byla do 17. století v majetku hradního panství Čičava (Vranovské panství). V 18. století bylo majetkem rodu Szulyovských a dalších. V roce 1493 bylo v obci 6 usedlostí a z toho tři opuštěné. Na začátku 16. století došlo k novému osídlení v čele s novým šoltysem. V roce 1887 ves platila daň z pěti port. V roce 1715 bylo v obci 21 obydlených a 22 opuštěných domácností. V roce 1787 žilo 398 obyvatel v 46 domech a v roce 1828 v 74 domech žilo 53 obyvatel. V roce 1844 byla v obci kúria, zděná kovárna, ovčín, krčma a na potoce Čičava mlýn. Hlavní obživou bylo zemědělství, práce v lesích, v dolech na kaolín a rtuť. V roce 1831 byla obec součástí rolnického povstání.

## Kulturní památky
V obci jsou kulturní památky, které připomínají povstání sedláků (14 bylo popraveno) v prostoru hřbitova, nález základů kostela z 16. století.
- Kamenný náhrobek J. Szulyovského z roku 1831 a pískovcový klasicistický náhrobek J. Reviczkého připomínající rolnické povstání.[8][9]
- Evangelický jedno lodní kostel s areálem z let 1784–1791. V roce 1863 byla ke kostelu přistavěna dřevěná věž a rozšířené kněžiště. Zděná věž byla přistavěna až v letech 1951–1952 a v roce 2001 byly instalovány věžní hodiny.[10][11]
- Pomník padlým v první světové válce z roku 1918.[12]
- Archeologické naleziště na starém hřbitově, nález základů jednolodního římskokatolického kostela z první poloviny 16. století.[13][14] Kolem roku 1666 byl na těchto základech postaven nový evangelický dřevěný kostel.[3]
- Portál dědičné štoly Mária dlouhé 450 metrů.[15][16] Štola Mária se nachází jižně od obce Merník a šest kilometrů severně od obce Vranov na Topľou v údolí Potkanova debra potoka, který ústí do potoka Čičava.[17] Důlní dílo je pozůstatkem těžby rumělky. První pokusy s těžbou zahájila v roce 1830 hraběnka Mária Forgáchová a těžba byla přerušena v padesátých letech 19. století. Nové období intenzívní těžby bylo v letech 1923 až 1937 s maximální těžbou v letech 1932–1936, kdy se vytěžilo 32 tun kovu. V roce 1942 byl důl zatopen.[18][19][3]